# Celestus crusculus
Celestus crusculus är en ödleart som beskrevs av  Garman 1887. Celestus crusculus ingår i släktet Celestus och familjen kopparödlor. IUCN kategoriserar arten globalt som livskraftig.

## Underarter
Arten delas in i följande underarter:
- C. c. crusculus
- C. c. cundalli
- C. c. maculatus
- C. c. molesworthi